# Campeonato Mundial de Esgrima de 1955
El XXV Campeonato Mundial de Esgrima se celebró en Roma (Italia) en 1955 bajo la organización de la Federación Internacional de Esgrima (FIE) y la Federación Italiana de Esgrima.

## Medallistas

### Masculino
| Evento              | Oro | Plata | Bronce                                                                                            |
| ------------------- | --- | --- | ------------------------------------------------------------------------------------------------- |
| Florete individual  | József Gyuricza Hungría | Christian d'Oriola Francia                                                                                   | Jacques Lataste Hungría                                                                           |
| Florete por equipos | Giancarlo Bergamini · Luigi Carpaneda · Manlio Di Rosa · Vittorio Lucarelli · Edoardo Mangiarotti · Antonio Spallino · Italia | Mihály Fülöp József Gyuricza József Marosi Kazmer Pacsery Bertalan Szőcs Endre Tilli Hungría                 | Harry Cooke Henry Hoskyns Allan Jay René Paul Osmund Reynolds Reino Unido                         |
| Espada individual   | Giorgio Anglesio · Italia | Franco Bertinetti · Italia                                                                                   | Carlo Pavesi · Italia                                                                             |
| Espada por equipos  | Giorgio Anglesio · Franco Bertinetti · Giuseppe Delfino · Edoardo Mangiarotti · Carlo Pavesi · Alberto Pellegrino · Italia    | Édouard Artigas Daniel Dagallier Maurice Huet Armand Mouyal Claude Nigon René Queyroux Francia               | Lajos Balthazár Barnabás Berzsenyi József Marosi Ambrus Nagy Béla Rerrich József Sákovics Hungría |
| Sable individual    | Aladár Gerevich Hungría | Rudolf Kárpáti Hungría                                                                                       | Renzo Nostini · Italia                                                                            |
| Sable por equipos   | Aladár Gerevich Jenő Hámori Rudolf Kárpáti Attila Keresztes Pál Kovács Endre Palócz Hungría                                   | Giuseppe Comini · Gastone Darè · Roberto Ferrari · Arturo Montorsi · Luigi Narduzzi · Renzo Nostini · Italia | Leonid Bogdanov Yevgueni Cherepovski Lev Kuznetsov Yakov Rylski David Tyshler URSS                |

### Femenino
| Evento              | Oro                                                                                        | Plata | Bronce |
| ------------------- | ------------------------------------------------------------------------------------------ | --- | --- |
| Florete individual  | Lídia Dömölky Hungría                                                                      | Bruna Colombetti · Italia                                                                                         | Ilona Elek Hungría                                                                                               |
| Florete por equipos | Lídia Dömölky Ilona Elek Margit Elek Katalin Kiss Magdolna Kovács Zsuzsanna Morvay Hungría | Catherine Delbarre Renée Garilhe Jacqueline Lorient Françoise Mailliard Jacqueline Thomas Régine Veronnet Francia | Irene Camber · Velleda Cesari · Bruna Colombetti · Vera Mantovani · Leopolda Predaroli · Silvia Strukel · Italia |

## Medallero
| Núm. | País        | Oro | Plata | Bronce | Total |
| ---- | ----------- | --- | ----- | ------ | ----- |
| 1    | Hungría     | 5   | 2     | 3      | 10    |
| 2    | Italia      | 3   | 3     | 3      | 9     |
| 3    | Francia     | 0   | 3     | 0      | 3     |
| 4    | Reino Unido | 0   | 0     | 1      | 1     |
| 4    | URSS        | 0   | 0     | 1      | 1     |
|      | TOTAL       | 8   | 8     | 8      | 24    |